# Jari Hardies
Jari Hardies (6 april 1990) is een Belgisch korfballer. 

## Levensloop
Hardies begon met korfbal bij AKC. Op zijn achttiende, in het seizoen 2008-2009, debuteerde hij in het eerste team van de club. Met AKC won hij in deze periode tweemaal de Beker van België (2015 en 2016) en werd hij eenmaal landskampioen op het veld (2019) en eenmaal in de zaal (2018). In 2017 werd hij verkozen tot korfballer van het jaar. In seizoen 2020-2021 kwam hij uit voor het Nederlandse DVO/Accountor. Hij kwam uit in 7 van de 10 competitieduels en scoorde 11 goals. DVO werd 4e in Poule B en zich bijgevolg plaatste voor de play-offs. Hierin kwam DVO uit tegen PKC, de nummer 1 van Poule A. DVO verloor in de 'best-of-3 serie' in 2 wedstrijden. In mei 2021 maakte Hardies bekend om na 1 seizoen bij DVO terug te keren naar zijn jeugdclub.
Daarnaast was Hardies actief bij het Belgisch korfbalteam, waarin hij van 2010 tot en met 2022 een vaste waarde was. Hij nam met de Belgian Diamonds driemaal deel aan de Wereldspelen (2013, 2017 en 2022). Daarnaast nam hij deel aan drie wereldkampioenschappen (2011, 2015 en 2019) en vijf Europese kampioenschappen (2010, 2014, 2016, 2018 en 2021). Na de Wereldspelen van 2022 nam Hardies afscheid als international, hij verzamelde in totaal 69 caps.
Ook zijn ouders Frank en Monique waren actief in het korfbal, evenals zijn partner Karen Van Camp.